# Olof Thunberg
Olof Thunberg, született Fritz-Olof Thunberg (Västerås, 1925. május 21. – Stockholm, 2020. február 24.) svéd színész, szinkronszínész. Unokája Greta Thunberg (2003) éghajlatváltozás-aktivista.

## Fontosabb filmjei
Mozifilmek
- I dur och skur (1953)
- Skrattbomben (1954)
- Finnskogens folk (1955)
- Sju vackra flickor (1956)
- En drömmares vandring (1957)
- Med glorian på sned (1957)
- Prästen i Uddarbo (1957)
- Gyilkosság a kilences stúdióban (Tärningen är kastad) (1960)
- Sommar och syndare (1960)
- Úrvacsora (Nattvardsgästerna) (1963)
- Adam och Eva (1963)
- Amorosa (1986)
- Monopol (1996)
- A Jönsson banda (Lilla Jönssonligan och cornflakeskuppen) (1996)
- A Jönsson banda visszatér (Lilla Jönssonligan på styva linan) (1997)

Tv-film
- Mästerdetektiven Blomkvist på nya äventyr (1966)
- Röda rummet (1970)
- Bröderna (1977)
- A hamis ítélet (Återkomsten) (2001)
- Solbacken: Avd. E (2003)

Tv-sorozatok
- Villervalle i Söderhavet (1963, 13 epizódban)
- Bröderna Malm (1972–1974, 13 epizódban)
- Tre kronor (1994–1995, hat epizódban)